# Exulonyx camma
Exulonyx camma – gatunek błonkówki z rodziny męczelkowatych, jedyny przedstawiciel rodzaju Exulonyx.

## Zasięg występowania
Gatunek ten występuje w Południowej Afryce.

## Biologia i ekologia
Żywiciele tego gatunku nie są znani.